# Ivan Nanut
Ivan Nanut (Savogna d'Isonzo, 1º maggio 1886 – Monfalcone, 28 marzo 1958) è stato un lottatore italiano, campione di lotta libera per l'Impero austro-ungarico nel 1906.
Lavorò fino al 1903 come contadino presso la famiglia ebrea di Villanova, i Levi, dopodiché emigrò a Graz. Lì si impiegò come apprendista fabbro, frequentò una scuola d'avviamento professionale e si occupò di lotta libera, conquistando nel 1906 il primo posto nell'Impero austro-ungarico.
Ottenne il diploma di maestro sportivo. Nel 1908 trovò lavoro a Monfalcone, presso gli appena aperti Cantieri Navali Cosulich, dove rimase fino alla pensione.
Nel 1909 fu tra i fondatori di una società sportiva e di un coro a Savogna.
Tra i suoi successi va ricordata la medaglia d'oro provinciale in lotta libera vinta nel 1919 con una società sportiva di Monfalcone.
| Controllo di autorità | CONOR.SI (SL) 57691235 |